# گرترود لیبی وولف
گرترود لیبی وولف (انگلیسی: Gertrude Lübbe-Wolff؛ زادهٔ ۳۱ ژانویهٔ ۱۹۵۳) قاضی، و استاد دانشگاه اهل آلمان است.